# Saint-Aubin-sur-Yonne
Saint-Aubin-sur-Yonne là một xã của Pháp,tọa lạc ở tỉnh Yonne trong vùng Bourgogne.

## Hành chính
| Danh sách các thị trưởng               |           |                          |               |         |
| Giai đoạn                              | Giai đoạn | Tên                      | Đảng          | Tư cách |
| 1987                                   | 2008      | Alain-Cyprien CANTALOUBE | Divers Droite |         |
| Tất cả các dữ liệu trước đây không rõ. |           |                          |               |         |

## Thông tin nhân khẩu
| Năm | 1962 | 1968 | 1975 | 1982 | 1990 | 1999 |
| --- | ---- | ---- | ---- | ---- | ---- | ---- |
| Dân số | 231  | 246  | 262  | 282  | 366  | 387  |
| From the year 1962 on: No double counting—residents of multiple communes (e.g. students and military personnel) are counted only once. |      |      |      |      |      |      |